# Іспит (фільм, 1987)
«Іспит» («İmtahan») — радянський художній фільм 1987 року, знятий режисерами Гюльбаніз Азімзаде і Шахмаром Алекперовим на кіностудії «Азербайджанфільм».

## Сюжет
Історія скромного викладача ВНЗ Гіяса, який, потрапивши до складної життєвої ситуації, зберіг себе як особистість. З вини його сина Наміка в автомобільній катастрофі загинула дівчина. Від юридичної кваліфікації вчиненого багато в чому залежала міра покарання. Слідчий, який веде справу, звернувся до Гіяса з проханням прийняти до інституту його недбайливого сина.

## У ролях
- Гамлет Хані-заде — Гіяс
- Сафура Ібрагімова — Діляря
- Рауф Атакішиєв — Бахрам
- Фуад Поладов — Шамхал
- Рафік Алієв — Фіруз
- Тавеккюль Ісмаїлов — Агарефі
- Самір Рзаєв — Намік
- Гюльшан Курбанова — Гюмру
- Шукюфа Юсупова — Тамара, гостя
- Нюбар Новрузова — повія
- Назім Ібрагімов — роль другого плану
- Гюльзар Гурбанова — Гумру
- Шаміль Наджафзаде — Расім
- Сона Микаїлова — мати Гумру
- Назакет Казієва — Рухсара
- О. Мусаєв — епізод
- Малахат Аббасова — епізод
- Ільяс Гусейнов — епізод
- Омір Нагієв — епізод

## Знімальна група
- Режисери — Гюльбаніз Азімзаде, Шахмар Алекперов
- Сценарист — Анар Рзаєв
- Оператор — Рашид Нагієв
- Композитор — Азер Дадашев
- Художник — Кяміль Наджафзаде